# Koška
Koška es un municipio de Croacia en el condado de Osijek-Baranya.

## Geografía
Se encuentra a una altitud de 92 m s. n. m. a 270 km de la capital nacional, Zagreb.

## Demografía
En el censo 2011 el total de población del municipio fue de 3 980 habitantes, distribuidos en las siguientes localidades:
- Andrijevac - 155
- Branimirovac - 95
- Breznica Našička - 617
- Koška - 1 525
- Ledenik - 189
- Lug Subotički - 335
- Niza - 432
- Normanci - 324
- Ordanja - 162
- Topoline - 146

| Gráfica de población de Koška 1857-2011                             |
|                                                                     |
| Según los censos de población de la oficina estadística de Croacia. |